# جوزيف هويل
جوزيف هويل (بالإنجليزية: Joseph Howell)‏ هو مصور وسياسي أمريكي، ولد في 17 فبراير 1857 في الولايات المتحدة، وتوفي في 18 يوليو 1918 في نفس البلد. حزبياً، نشط في الحزب الجمهوري. وقد انتخب عضو مجلس النواب الأمريكي.